# Năvodari
Năvodari ist eine Stadt in Rumänien, an der Küste des Schwarzen Meeres, im Kreis Constanța.
Das etwa 20 km nördlich der Kreishauptstadt Constanța gelegene Năvodari war ursprünglich ein Fischerort und wurde in den 1970er Jahren zum Industriestandort ausgebaut. Năvodari ist auch ein wichtiger Badeort.

## Persönlichkeiten
- Laurențiu Duță (* 1976), Musikproduzent und Sänger